# صرفية
الوحدة الصرفية أو المقطع الصرفي أو الصرفية أو (بالإنجليزية: Morpheme)‏ وتنقحر إلى المورفيم، هو أصغر لفظة تفيد معنى معينا متضمنا فيها. نحو أعجم كقولهم أعجم الكتاب، فهو مركب من مرفيمين: من ألف السلب تفيد معنى الإزالة وفعل عجم. ترادفه الكلمة في اصطلاح بعض أهل اللغة العربية ومنهم سيبويه والمبرد.

## تعريف الصرفية
هو أصغر وحدة لغوية مجردة لها معنى. فمثلا كلمة (المزارعون) تتألف من عدد من االصرفيات: الـ «تعريف»، (زرع) مقطع صرفي معجمي يدل على الزراعة، (مزارع)«اسم فاعل»، (وُنْ) تمثل ثلاثة مرفيمات: الجمع والجنس والإعراب.

## أنواع الصرفيات
للمرفيمات أنواع كثيرة، وسنقتصر هنا على المشهور منها في العربية:
(1) مقطع صرفي النوع الكلامي، اسم أو فعل، وهذه الصرفيات تظهر في العربية من خلال الصيغة وليس هناك أصوات معينة مرتبطة بالأسماء أو الأفعال، فمثلا: صيغة كَتَبَ تدل على الفعل، وصيغة كِتَابَةٌ تدل على الاسم.

## أصناف الصرفيات
الأصناف ترتبط بأشكاله وحالاته ولا تتعلق بمعناه، وهي كالتالي:
1. مقطع صرفي حر: هو الصرفية الذي يمكن نقله من مكان إلى آخر في الجملة، ويمثله الصرفية الاشتقاقي والمعجمي مثل: مسافر الذي يمكننا أن نجعله في أول الجملة فنقول: المسافرون عادوا، ويمكننا أن نؤخره فنقول: عاد المسافرون، وعندما ننقله تنتقل معه الصرفيات المرتبطة به.
2. مقطع صرفي مقيد: هو الذي لا يمكن فصله ونقله من مكان إلى آخر، بل يبقى مرتبطا بالصرفية الاشتقاقية أو المعجمية، مثل: ( الـ )، ( وُنْ ) في المسافرون.
3. مقطع صرفي ظاهر: هو الذي له علامة ظاهرة في الكلام، ومعظم الصرفيات من هذا الصنف.
4. مقطع صرفي خال: هو الصرفية الذي ليس له علامة ظاهرة في الكلام، ويرمز له بعلامة الخلو Ø، مثل: مُسْلِم الذي يدل على تذكير وإفراد، وبما أن هذه المعاني أساسية أولية فاللغة لا تضع لها أحيانا مرفيمات ظاهرة.
5. مقطع صرفي سابق: هو الذي يلتصق بأول الساق (الجزء الرئيس في الكلمة)، مثل مرفيمات المضارعة والشخص في:
  1. يَكْتُبُ , تَكْتُبُ , أَكْتُبُ , أو التعريف: اَلْمُجَاهِدُ
6. مقطع صرفي لاحق: هو الذي يلتصق بآخر الساق، مثل مرفيمات:
  1. الإعراب والعدد: مُسْلِمٌ , مُسْلِمٍ , مُسْلِمَان، مُسْلِمُون , مُسْلِمِين
  2. الجنس: مُسْلِمَات، كَتَبَتْ
7. مقطع صرفي حشو: هو الصرفية الذي يقحم في وسط الكلمة، مثل: زيادة ألف ( ا ) في وسط الصيغة البسيطة كَتَبَ لتصبح كَاتَبَ.
8. مقطع صرفي صيغة: هو الذي لا يمثله أصوات معينة بل تمثله الصيغة بكاملها، مثل:
  1. التعدية: أخرج.
  2. المشاركة: كاتب.
  3. التكثير: كتب.
  4. الطلب: استكتب.
  5. اسم الفاعل: كاتب، مجاهد.
  6. اسم المفعول: مكتوب، مكتسب.
  7. اسم التفضيل: أكبر.
  8. الصفة المشبهة: كبير.
  9. اسم المبالغة: غفور. إلخ.
9. مقطع صرفي متعدد الوظائف: هو الصرفية الذي تستعمل صيغته الصوتية لأكثر من مقطع صرفي، مثل (وُنْ) التي تمثل مرفيمات العدد والجنس والإعراب، ومرفيم أَ في أَكْتُبُ الذي يمثل ثلاثة مرفيمات: مقطع صرفي شخص المتكلم، ومرفيم عدد مفرد، ومرفيم زمن.